# Heterophilus dentitibialis
Heterophilus dentitibialis är en skalbaggsart som beskrevs av Fernando Chiang och Chen 1996. Heterophilus dentitibialis ingår i släktet Heterophilus och familjen långhorningar.
Artens utbredningsområde är Tibet. Inga underarter finns listade i Catalogue of Life.